# Psila iwasai
Psila iwasai är en tvåvingeart som beskrevs av Shatalkin 1996. Psila iwasai ingår i släktet Psila och familjen rotflugor. Inga underarter finns listade i Catalogue of Life.